# Sant Climent de Coll de Nargó

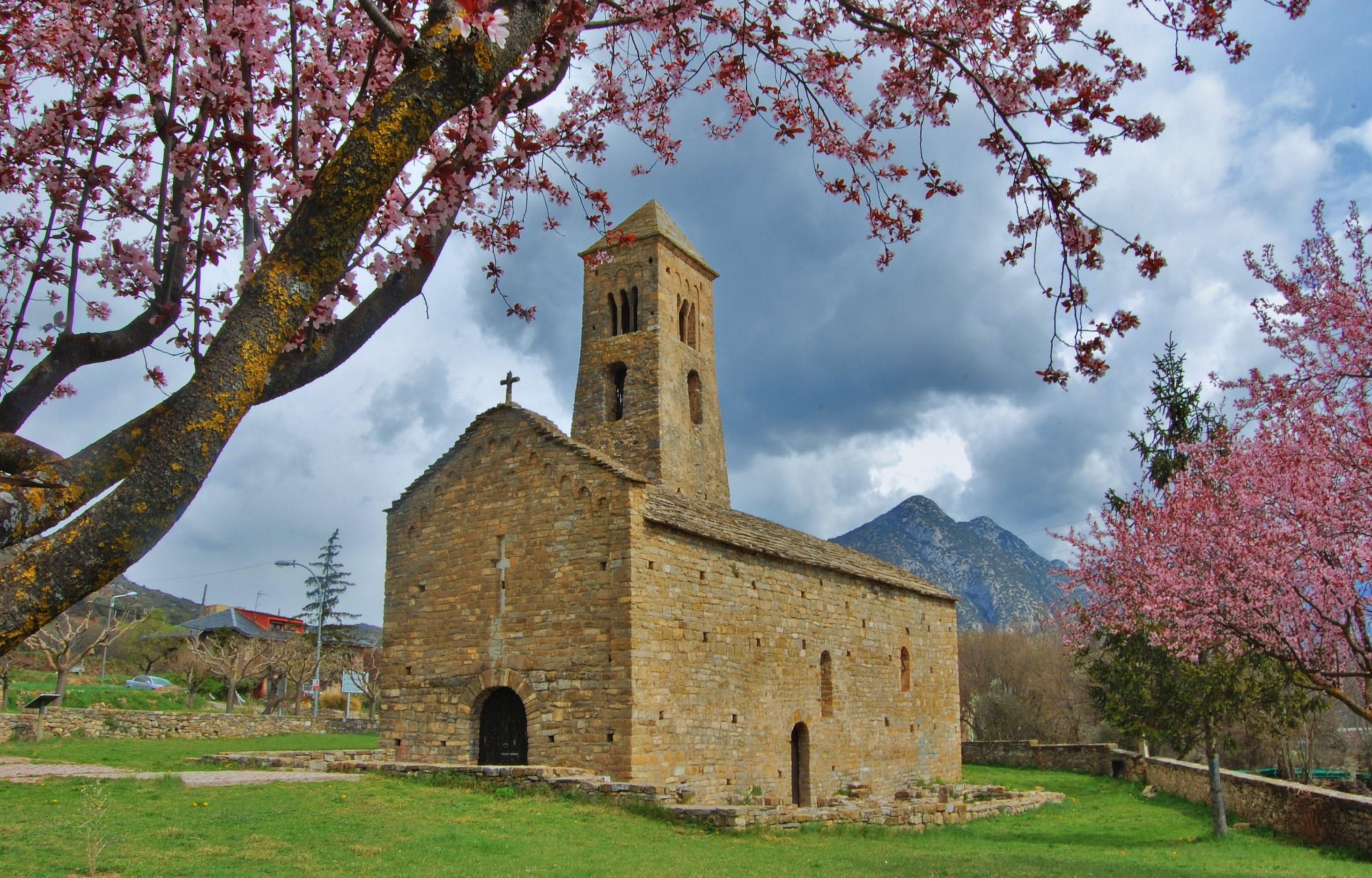
Sant Climent de Coll de Nargó von Süd-Westen

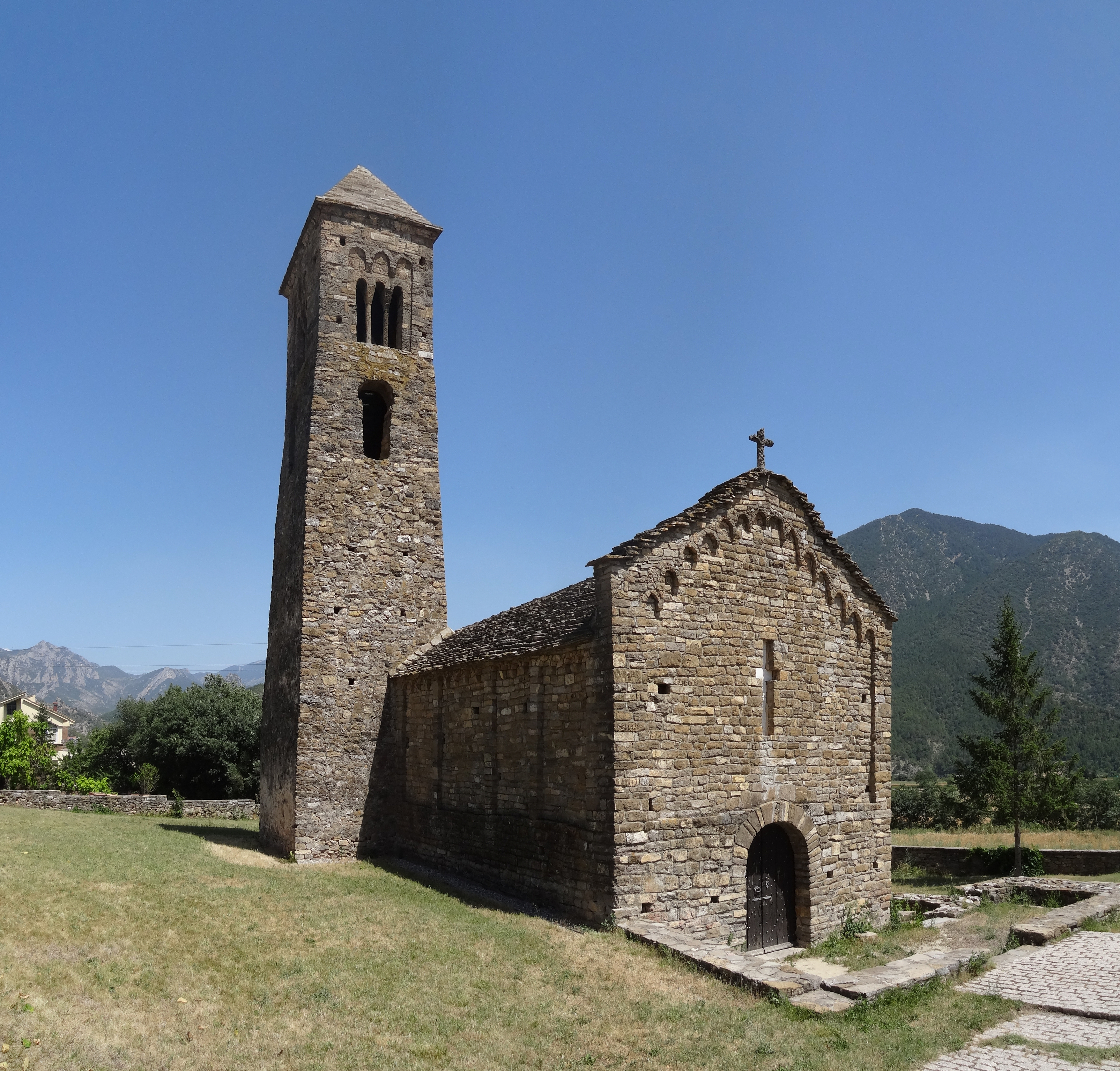
Turm und Schiff von Nord-Westen

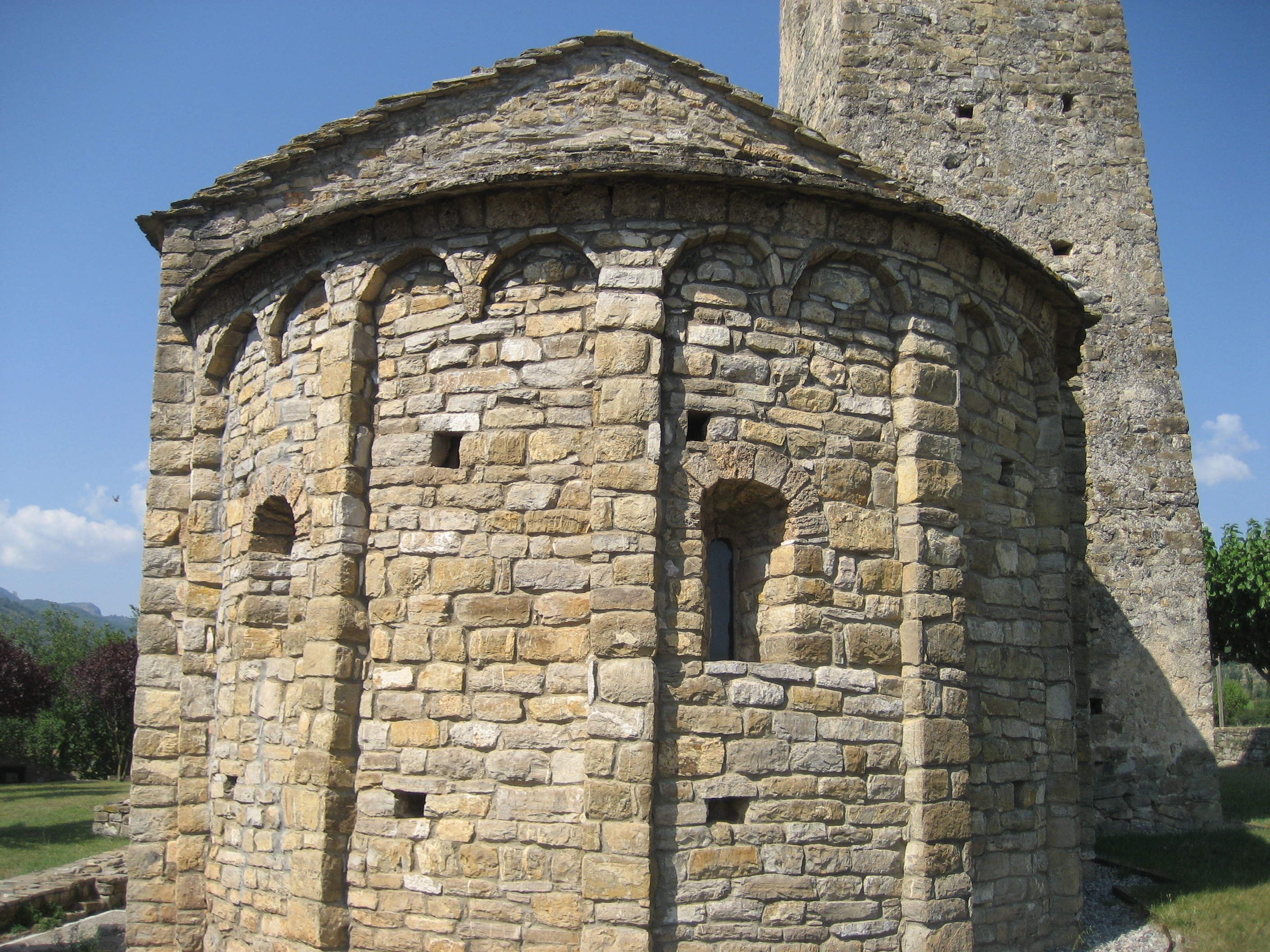
Apsis von Süd-Westen

Sant Climent de Coll de Nargó ist eine Kirche bei der Ortschaft Coll de Nargó, in der Region Alt Urgell. Sie wurde am 5. April 1946 aufgrund eines Antrages des katalanischen Architekten und Kunsthistorikers Josep Puig i Cadafalch unter Nationalen Denkmalschutz gestellt. 

## Beschreibung
Die dem heiligen Clemens geweihte Pfarrkirche in der Nähe der ersten Häuser des Dorfes Coll Nargó wird durch die Friedhofsmauer umgeben. Das heutige Gebäude wurde im späten 11. und frühen 12. Jahrhundert an Stelle einer früheren Kirche gebaut, von der Glockenturm und im Süden weitere Spuren erhalten sind.
Die Architektur ist romanisch-lombardischen Stils, mit einem einzigen Kirchenschiff, das ein von Bögen unterstütztes Tonnengewölbe hat. Der Fußboden der Apsis liegt etwa 50 cm höher als der des Kirchenschiffs. An der Außenseite der Apsis befindet sich ein mit Blindbögen und Pilastern verzierter Fries. Der Haupteingang befindet sich im Westen, ein zweiter Zugang im Süden. 
Der Glockenturm ist ein romanischer Bau aus frühestens dem 10. Jahrhundert. Er hat eine rechteckige Basis und bis zu drei Vierteln seiner Höhe pyramidenstumpfartig schräg gestellte Wände. Oberhalb der Spitze des Pyramidenstumpfs befindet sich auf jeder Seite je ein hufeisenförmiges Fenster und darüber jeweils ein Fenster mit jeweils zwei Säulen und drei Rundbögen.